# 小堀宗舟
小堀 政休(宗舟)（こぼり まさやす）は、幕末の旗本で、禄高は3000石。また、茶道小堀遠州流家元の第12世であり、「宗舟」と号した。
小堀遠州流第10世の小堀政徳の孫で、第11世小堀政恒の弟にあたり、流祖小堀遠州の直系子孫として大徳寺孤篷庵を拠点に茶道の普及に努め、明治時代の武家茶道界を牽引した。

## 生涯

### 幕末
兄である小堀遠州流第11世家元の政恒が病死したことにより、その末期養子となって1845年（弘化3年）に禄高三千石の家督を継承し、徳川家慶、家定、家茂、慶喜の4代に仕えた。1858年（安政5年）に徳川家茂に拝謁し、黒船来航時には登城して国書の翻訳を受け取ったり、1864年（文久3年）には老中阿部正外に従って軍船順動丸で上洛するなど、小堀家の惣領として活躍した。領地は大和国、備中国、近江国にあった。岡山県井原市の金切神社の社伝には、明治3年まで社米二斗の奉納があったことが記されており、大政奉還後も領地経営を手厚く行っていた。

### 明治時代
明治維新を迎えた後、徳川宗家の第16代家達の駿河藩転封に従って、困窮する主家と幕臣の救済に尽力した。その後、1873年（明治6年）からは徳川家の依頼を受け、上野東照宮の堂守を勤めると同時に、下谷練塀町に屋敷を構え、これまで小堀家の代々当主と近臣のみに伝わってきた遠州流の茶道を、家元として一般に教授した。
1893年（明治26年）、小堀遠州流普及のため、関西へ赴き、伏見や大阪などで教授した。この時、松殿山荘流の高谷宗範や円位流の小文法師などを弟子として抱えた他、安田善次郎や古田重名、大阪の道具商と交流をもち、また、平瀬露香らとともに遠州流茶道保存会を設立し、茶道が衰退した明治時代において武家茶道の継承に尽力し、小堀遠州流中興の祖と呼ばれた。
1895年（明治28年）に大徳寺孤篷庵において、遠州二百五十年祭を催した。また、1897年（明治30年）以降に山口県の萩においても茶道を教授したが、1901年（明治34年）に紫野大徳寺中孤篷庵において没した。